# Лаку-Рошу (озеро)
Лаку-Рошу (Червоне озеро, рум. Lacul Roşu, угор. Gyilkos-tó) — природне озеро в на північному сході  Румунії, в Східних  Карпатах, поруч з  ущелиною Біказ. Озеро утворилося в 1837 році в результаті сильних дощів і потужного обвалу скель, які перекрили гірську річку, утворивши подобу дамби. Воно має форму літери «Г», 10,5 метрів у глибину, площу 11,4 га і довжину берегової лінії 2830 метрів.

## Назва
Лаку-Рошу з румунської мови  перекладається як Червоне озеро. За переказами раніше на місці озера було пасовище, там пастухи пасли стада овець. Одного разу налетіла страшна гроза, почалася злива, пастухи поховалися, хто де міг. Грім, блискавки, струс землі — врятуватися не вдалося нікому. А на ранок на місці річкової долини виявилося озеро. Багато людей і тварин загинуло, і води озера були забарвлені їхньою кров'ю. Тому його і назвали Червоним озером або Озером-вбивцею.